# Obowrażje (mijanka)
Obowrażje (ros. Обовражье) – mijanka i przystanek kolejowy w miejscowości Obowrażje, w rejonie zubcowskim, w obwodzie twerskim, w Rosji. Położona jest na linii Moskwa - Siebież.